# Григорівська сільська рада (Канівський район)
Гри́горівська сільська́ ра́да — адміністративно-територіальна одиниця та орган місцевого самоврядування в Канівському районі Черкаської області. Адміністративний центр — село Григорівка.

## Населені пункти
Сільській раді підпорядковані населені пункти:
- с. Григорівка
- с. Луковиця
- с. Трахтемирів

## Загальні відомості
З півночі та сходу територію ради омивають води Канівського водосховища. На сході рада межує із Київською областю, на півдні — із Пшеничницькою сільрадою.
Населення ради: 517 осіб (станом на 2001 рік)
На території сільради розташовані:
- заповідні території — Державний історико-культурний заповідник «Трахтемирів» та Регіональний ландшафтний парк «Трахтемирів»;
- урочища — Зарубинці, Монастирок, Дігтярка, Грушівський Ліс, Кривий Ліс, Коров'ячки, Чернечий Ліс, Розсіш, Хатище, Тополева Гора.

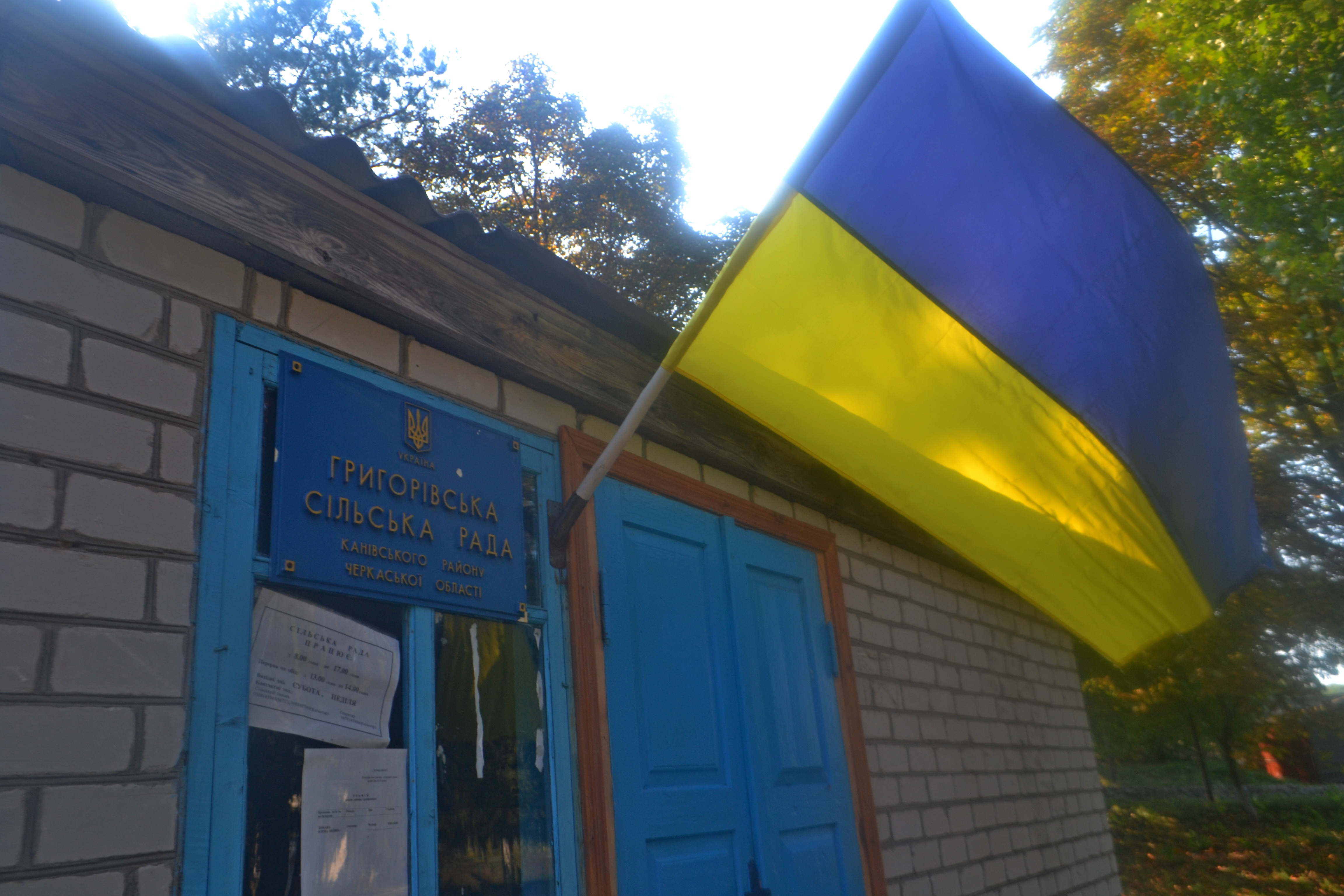
Приміщення сільради у селі Григорівка

Центр ради з'єднане асфальтованою дорогою з селом, центром сусідньої сільради, Пшеничники. Нова автодорога також збудована від київського села Великий Букрин до села Трахтемирів. Всі інші шляхи по території ради представлені ґрунтовими дорогами. В селі Григорівці, яке розташоване на березі Канівського водосховища, є пристань.

## Склад ради
Рада складається з 12 депутатів та голови.
- Голова ради: Осауленко Василь Петрович

### Керівний склад попередніх скликань
| Прізвище, ім'я, по батькові | Основні відомості                                                         | Дата обрання | Дата звільнення |
| --------------------------- | ------------------------------------------------------------------------- | ------------ | --------------- |
| Осауленко Василь Петрович   | Сільський голова, 1963 року народження, освіта вища                       | 26.03.2006   | 31.10.2010      |
| Осауленко Василь Петрович   | Сільський голова, 1963 року народження, освіта вища, член Партії регіонів | 31.10.2010   |                 |

Примітка: таблиця складена за даними сайту Верховної Ради України

### Депутати
За результатами місцевих виборів 2010 року депутатами ради стали:

#### За суб'єктами висування
| Суб'єкт висування | Кількість обраних депутатів | %   |
| ----------------- | --------------------------- | --- |
| Самовисування     | 12                          | 100 |

#### За округами
| № округу | Прізвище, ім'я, по батькові | Дата визнання обраним | Освіта             | Партійна приналежність | Відомості про обраного депутата                       |
| -------- | --------------------------- | --------------------- | ------------------ | ---------------------- | ----------------------------------------------------- |
| 1        | Македон Володимир Іванович  | 06.11.2010            | середня спеціальна | член Партії регіонів   | тимчасово не працює                                   |
| 2        | Грицай Галина Дмитрівна     | 06.11.2010            | середня            | член Партії регіонів   | тимчасово не працює                                   |
| 3        | Жир Ілля Дмитрович          | 06.11.2010            | вища               | член Партії регіонів   | АТЗТ АЕО «Трахтемирів», лісник                        |
| 4        | Грицай Сергій Дмитрович     | 06.11.2010            | середня спеціальна | член Партії регіонів   | ПП «Вітар», водій                                     |
| 5        | Ломака Микола Васильович    | 06.11.2010            | середня спеціальна | член Партії регіонів   | АТЗТ АЕО «Трахтемирів», водій                         |
| 6        | Симоненко Петро Іванович    | 06.11.2010            | вища               | позапартійний          | АТЗТ АЕО «Трахтемирів», начальник охорони             |
| 7        | Льон Юрій Володимирович     | 06.11.2010            | середня            | член Партії регіонів   | «Укртелеком», електромонтер                           |
| 8        | Собова Любов Михайлівна     | 06.11.2010            | середня            | член Партії регіонів   | Пересувне відділення поштового зв'язку № 1, листоноша |
| 9        | Жир Людмила Антонівна       | 06.11.2010            | вища               | член Партії регіонів   | пенсіонер                                             |
| 10       | Одноріг Галина Василівна    | 06.11.2010            | середня            | член Партії регіонів   | ПП «Сіренко», продавець                               |
| 11       | Осауленко Варвара Петрівна  | 06.11.2010            | вища               | позапартійна           | Григорівська загальноосвітня школа, вчитель           |
| 12       | Льон Галина Миколаївна      | 06.11.2010            | середня            | член Партії регіонів   | Григорівська сільська рада, секретар                  |